# Koksan (ort i Nordkorea)
Koksan (koreanska: 곡산) är en ort i Nordkorea.   Den ligger i provinsen Norra Hwanghae, i den södra delen av landet, 80 km öster om huvudstaden Pyongyang. Koksan ligger 165 meter över havet och antalet invånare är 12 923.
Terrängen runt Koksan är huvudsakligen kuperad, men söderut är den platt. Runt Koksan är det ganska tätbefolkat, med 144 invånare per kvadratkilometer. Det finns inga andra samhällen i närheten. Trakten runt Koksan består till största delen av jordbruksmark.